# Zachäus ab Horrich
Zachäus ab Horrich (* 1561, vermutlich auf dem Landgut Horrich; † 13. November 1633 in Köln) war Priester und Offizial im Erzbistum Köln.
Am 6. Mai 1587 an der Kölner Universität immatrikuliert, schrieb er sich am 14. Mai 1589 zum Studium der Rechte an der Universität ein, ist aber dann wieder am 14. Mai 1591 an der Universität in Köln inskribiert. Seine Studien schloss er mit einem Dr. jur. und einem Dr. jur. utr. ab. Seit 1606 Kurfürstlicher Hofrat, wurde er am 30. November 1611 zum Erzbischöflichen Offizial ernannt. Vom 20. Juni 1617 bis zum 20. Dezember 1619 auch Rektor der Universität Köln, wurde er am 20. Juni 1626 Domherr in Köln. Nach seinem Tode wurde er in der Vorhalle von St. Gereon (Köln), wo er auch Kanoniker und seit dem 6. Juni 1614 Scholaster war, beigesetzt.
Siehe auch: Liste der Kölner Weihbischöfe, Liste der Kölner Generalvikare, Liste der Kölner Offiziale, Liste der Kölner Dompröpste, Liste der Kölner Domherren
| Personendaten    | Personendaten                 |
| ---------------- | ----------------------------- |
| NAME             | Horrich, Zachäus ab           |
| KURZBESCHREIBUNG | Priester und Offizial in Köln |
| GEBURTSDATUM     | 1561                          |
| STERBEDATUM      | 13. November 1633             |
| STERBEORT        | Köln                          |